# Silvia Weiss

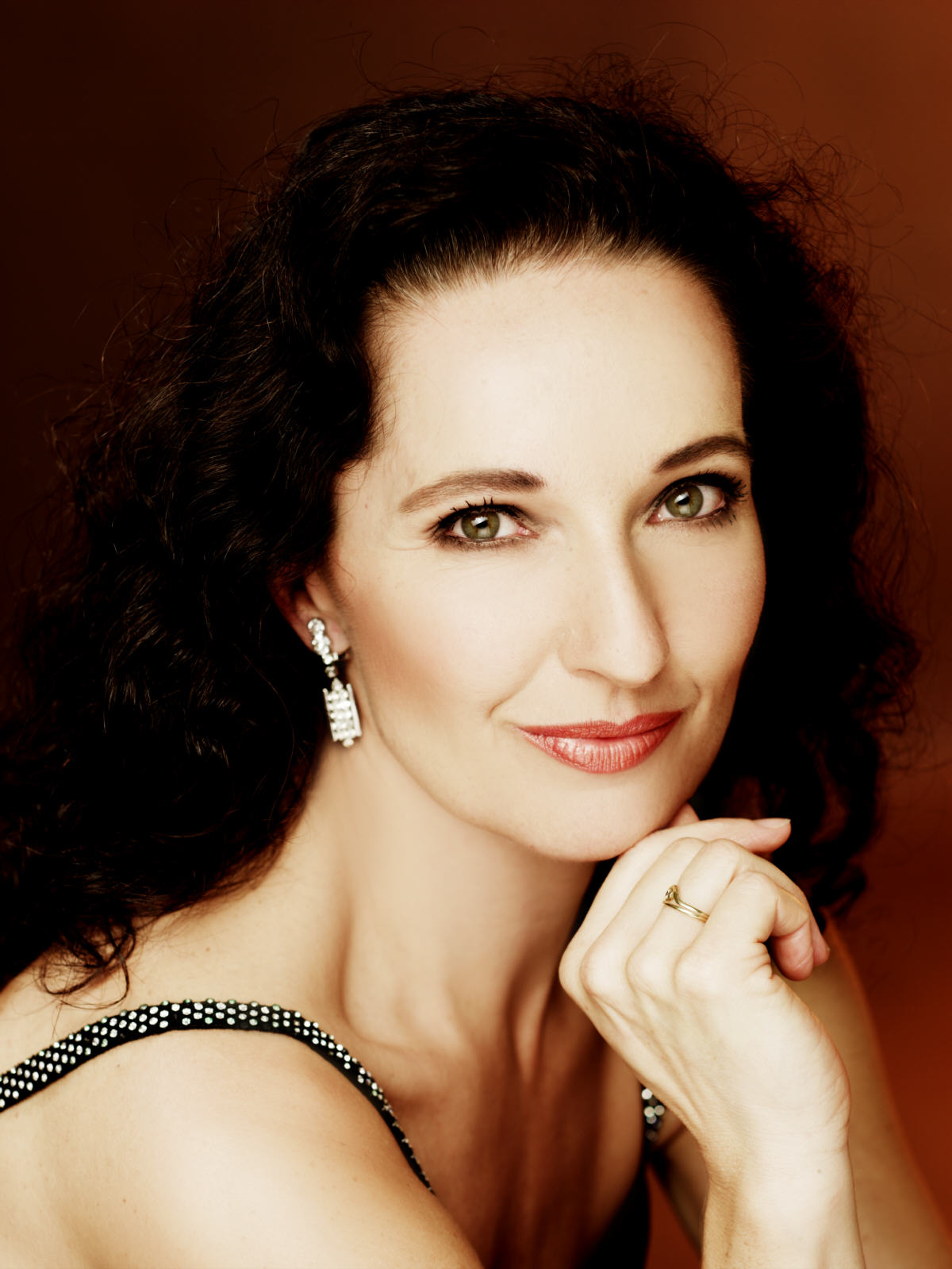
Silvia Weiss

Silvia Weiss (* um 1970 in Wiesbaden) ist eine deutsche Opern- und Konzertsängerin (Sopran).

## Leben
Silvia Weiss wurde in Wiesbaden geboren, wo man bereits zur Schulzeit auf ihre musikalische Begabung aufmerksam wurde. Sehr bald sang sie im Kinder- und Jugendchor des Hessischen Staatstheaters Wiesbaden, hatte dort und in Kurhaus Konzerten ihre ersten Auftritte. Nach dem Abitur begann sie das Gesangsstudium an der Hochschule der Künste Berlin bei Donald Grobe. Dort war sie auch in der Liedklasse von  Aribert Reimann, wodurch sie entscheidende Prägung für die zeitgenössische Musik erfuhr. 1989, noch zu Studienzeiten, debütierte sie an der Berliner Kammeroper als Elisabeth Zimmer in Hans Werner Henzes Elegie für junge Liebende und in Barockopern von Reinhard Keiser und Francesco Cavalli, sang alsbald in einer Produktion am Theater am Halleschen Ufer die Sophie Scholl in Udo Zimmermanns Weiße Rose und war Finalistin und Stipendiatin des Bundesgesangswettbewerbs des VDMK. Weitere künstlerische Betreuung erhielt sie durch Irmgard Hartmann-Dressler und Ileana Cotrubas (Wiener Meisterkurse), Josef Metternich (Münchner Singschul’), Klesie Kelly (Internationale Bach Akademie Stuttgart) und Reri Grist (Hamburg).
Nach dem Studium konzentrierte sie sich zunächst auf den Konzertgesang und hatte damit Erfolge in Europa, Russland und den USA. Sie ersang sich ein umfangreiches Repertoire durch fast alle Epochen und Stilrichtungen und arbeitete dabei mit renommierten Konzertchören und Orchestern wie den Berliner Philharmonikern unter der Leitung von Nikolaus Harnoncourt, dem Deutschen Symphonie-Orchester und der Dresdner Philharmonie unter Marek Janowski, dem Münchner Rundfunkorchester unter Jun Märkl, dem Rundfunk-Sinfonieorchester Berlin unter Jahja Ling, der Internationalen Bach Akademie unter Helmuth Rilling, dem Thomanerchor Leipzig, dem Berliner- und Münchner Rundfunkchor. Wichtige Punkte waren u. a.: Die Jahreszeiten von Joseph Haydn mit dem Berliner Konzerthausorchester unter Michael Gielen und Die Auferstehung und Himmelfahrt Jesu mit dem Mozarteum Orchester Salzburg unter Ivor Bolton und regelmäßig die Konzerte mit dem Dresdner Kreuzchor unter Roderich Kreile (z. B.: Weihnachtsoratorium von J. S. Bach, Requiem von Gabriel Fauré). Silvia Weiss widmete sich aber auch der Kammermusik, mit Barockensembles wie dem Schuppanzigh Quartett, dem Concerto Köln, der Akademie für Alte Musik Berlin und zeitgenössischen Ensembles wie dem Sharoun Ensemble, dem Ensemble Neue Musik Berlin, dem Ensemble Avantgarde Leipzig, der Musica Viva Dresden.
Mit der Rolle der Donna Elvira in Mozarts Don Giovanni in der ersten Opern Inszenierung von Katharina Thalbach begann 1997 dann ihre eigentliche Opernlaufbahn. Kurz darauf sang sie die Titelpartie in Lucia di Lammermoor in Honduras und war 1999 an der Deutschen Oper Berlin in Götz Friedrichs Inszenierung des Moses und Aron von Arnold Schönberg unter der musikalischen Leitung von Christian Thielemann zu hören. Es folgten Engagements am Brandenburger Theater (Romilda in Händels Serse unter Michael Helmrath) und im Wiener Schauspielhaus (Tisbe in Johann Adolf Hasses Piramo e Tisbe mit der Wiener Akademie unter Simon Schouten) sowie 2002 am Théatre de la Monnaie in Brüssel in der Uraufführung von Luca Francesconis Ballata (musikalische Leitung hatte Kasushi Ono, Regie führte Achim Freyer). Eine zentrale Partie wurde die Konstanze aus Mozarts Die Entführung aus dem Serail, die sie in vielen Inszenierungen sang, z. B. 2004 in der Neuproduktion an den Wuppertaler Bühnen unter Enrico Delamboye, Regie: Johannes Weigand, am Staatstheater Wiesbaden, am Mainfrankentheater Würzburg. Weitere wichtige Hauptrollen sind Gilda in Rigoletto und Violetta in La traviata von Giuseppe Verdi. Mit der Partie der Cyane in Proserpina von Joseph Martin Kraus (musikalische Leitung: Christoph Spering, Regie: Georges Delnon) bewies sie bei den Schwetzinger Festspielen 2006 wieder ihre Affinität zum klassischen Barock, konnte dann aber im selben Jahr am Théatre du Capitole Toulouse in Die Frau ohne Schatten unter Pinchas Steinberg (Regie: Nicolas Joel) als Stimme des Falken und Hüter der Schwelle auch ihre Eignung für Richard Strauss hervorheben. Es folgte eine Wiedereinladung für ein Recital (Midi du Capitole) und als Käthe in der Uraufführung des Faust von Philippe Fénelon unter Bernhard Kontarsky (Regie: Pet Halmen). Ende 2007 kam u. a. das Debüt am Teatro San Carlo in Neapel als 1. Knappe und Blumenmädchen in Richard Wagners Parsifal unter Asher Fisch (Regie: Federico Tiezzi) und 2008 brachte wieder eine Mozart-Partie, nämlich die Pamina in Die Zauberflöte an der Dresdner Staatsoperette.
Silvia Weiss lebt in Berlin, ist verheiratet mit einem Chirurgen und hat zwei Söhne.

## Festivals
Silvia Weiss war und ist Gast bei folgenden Festivals:
Salzburger Osterfestspiele, Biennale di Venezia, Varazdiner Barockabende, Dresdner Musikfestspiele, Berliner Festwochen, Biennale Alter Musik Berlin, Grazer Styriarte, Ultraschallfestival Berlin, Klassikfestival Ruhr, Potsdamer Schlossfestspiele, Ludwigsburger Schlossfestspiele, Schwetzinger Festspiele.

## Diskografie
- Hans Werner Henze: Elegie für junge Liebende, 1995, Deutsche Schallplatten Berlin
- Ernst Krenek: Das geheime Königreich, 2004, Capriccio
- Ernst Toch: Die Prinzessin auf der Erbse, 2007, Capriccio